# G.S.B.V. De Mattekloppers
De Groninger Studenten Budo Vereniging de Mattekloppers is een studentensportvereniging waar jiu jitsu en judo beoefend worden. In het verleden werden er ook karate en systema beoefend. Vooral op judogebied zijn de Mattekloppers bekend, met bijvoorbeeld in het verleden deelname aan de Olympische Spelen.
De Mattekloppers is aangesloten bij de ACLO en bestaat sinds 1968. In principe staat het lidmaatschap alleen open voor studenten van de Rijksuniversiteit Groningen en de Hanzehogeschool. 
Voor mensen zonder enige vechtsportervaring worden er diverse beginnerscursussen gehouden, zodat nieuwelingen in deze wereld op hun eigen niveau met een vechtsport kunnen beginnen.

## Accommodatie
De trainingslocatie van G.S.B.V. de Mattekloppers zit in het sportcentrum van de Rijksuniversiteit Groningen & de Hanzehogeschool, specifiek in zaal 2, de dojo. Het sportcentrum ligt op het Zernikecomplex van Groningen. Dit is een soort van campus in het noorden van de stad Groningen waar enkele faculteiten van de universiteit gevestigd zijn.

## Geschiedenis
Op 15 januari 1968 is de G.S.B.V. de Mattekloppers te Groningen opgericht. Aanvankelijk was G.S.B.V. de Mattekloppers een budovereniging, door de toevoeging van Systema in het seizoen '06-'07 is er sprake van een vechtsportvereniging. Inmiddels is het ledenaantal toegenomen tot ongeveer 140.

## Wedstrijd judo
In het verleden hebben wedstrijdjudoka's van de Mattekloppers op nationaal en op internationaal gebied goede prestaties neergezet. Zo heeft Matteklopper Karin Kienhuis meegedaan met de Olympische Spelen en ook andere judoka's hebben op internationale wedstrijden als WK's en EK's goede prestaties neergezet. De laatste tijd doen de wedstrijdjudoka's van de Mattekloppers het vooral op nationaal gebied goed. Zo werden er bij het NK voor heren senioren in 2008 twee podiumplaatsen behaald door Mattekloppers. Daarnaast is er in 2010 en 2011 een nationale titel behaald. In 2012 een tweede plek en twee vijfde plaatsen op nationaal niveau. Internationaal gezien werd er in 2012 een derde plek op een World Cup gehaald. Ook in teamverband, zowel bij het herenteam als bij mixteams, draaien de Mattekloppers met de top van Nederland mee.

## Karate
Karate Do betekent letterlijk "de weg van de lege hand". De naam zegt het al: karate is een vorm van ongewapende zelfverdediging. De nadruk ligt op het verdedigen met behulp van stoten en trappen. Karate is een verzamelterm. Het is te vergelijken met een woord als 'plant'; er zijn heel veel soorten planten (bijvoorbeeld varens, grassen en bomen) die nogal van elkaar kunnen verschillen. In het karate worden die onderverdelingen aangeduid met de term 'stijl'. De stijl van karate die bij de Mattekloppers wordt beoefend is Japans Kyokushinkai.

## Systema
Systema is een Russische vechtsysteem. Omdat het geen wedstrijdsport is zijn er geen beperkende regels. Er is ook geen bandensysteem. Systema brengt je principes bij, maar geen technieken. Een achtergrond in een andere vechtsport zoals jiu jitsu, judo of karate is niet noodzakelijk. Structuur, biomechanica en ademhaling staan centraal in de benadering van systema.